# سیناتروک ارمنستان
سیناتروک (به ارمنی: Սանատրուկ) یکی از اعضای سلسله اشکانی ارمنستان بود که در پایان قرن یکم به عنوان پادشاه ارمنستان جانشین تیرداد یکم ارمنستان شد. او همچنین پادشاه اسروئن (۹۱–۱۰۹) پادشاهی تاریخی واقع در بین‌النهرین بود. اطلاعات اندکی از منابع ادبی یا سکه‌شناسی در مورد جانشین تیرداد در دسترس است. از طریق گردآوری منابع مختلف کلاسیک و ارمنی، سیناتروک در حدود آغاز قرن دوم فرض می‌شود.

## کتابشناسی
- Schottky, Martin (2011). "SANATRUK VON ARMENIEN". ANABASIS Studia Classica et Orientalia. 2: 231–248. ISSN 2082-8993. (به آلمانی)